# Fork in the Road
| Recensione       | Giudizio |
| ---------------- | -------- |
| AllMusic         |          |
| Rolling Stone    |          |
| Piero Scaruffi   |          |
| Robert Christgau |          |
| Blender          |          |

Fork in the Road, letteralmente "biforcazione della strada", è il trentunesimo album del musicista canadese Neil Young, pubblicato il 7 aprile del 2009 dalla Reprise Records e ispirato alla storia della Lincoln Continental di Young che era stata riorganizzata per poter funzionare tramite energie alternative grazie al progetto Lincvolt al quale Neil sta lavorando accanto al meccanico Jonathan Goodwin. Il progetto è quello di mettere a punto una centrale elettrica che fornisca energia alle automobili.
Un documentario prodotto da Larry Johnson seguirà questa automobile elettrica nel relativo primo viaggio interurbano a Washington, DC.

## Tracce
- Tutte le tracce sono state scritte e composte da Neil Young.

1. When Worlds Collide - 4:14
2. Fuel Line - 3:11
3. Just Singing a Song - 3:31
4. Johnny Magic - 4:18
5. Cough Up the Bucks - 4:38
6. Get Behind the Wheel - 3:08
7. Off the Road - 3:22
8. Hit the Road - 3:36
9. Light a Candle - 3:01
10. Fork in the Road - 5:47